# LOVEREC.
《LOVEREC.》是ALcot於2015年6月26日發售的戀愛冒險類型成人遊戲，2016年1月29日發售Fandisc《LOVEREC. -Mini Theaters-》（LOVEREC. -ミニシアターズ-）。後來由萌えAPP發售Android版、iOS版。

## 故事
就讀於一座臨海小鎮的學園學生梁瀨旭為了拍攝「能讓人露出笑容的作品」，打算和青梅竹馬芳永千穗一起成立動畫攝影同好會，通稱「動好會」。但是梁瀨旭原本所在的映研所屬的導演白澤美悠紀表示強烈反對，如果動好會在學園說明會的比賽勝出，她就認可動好會的成立。
雖然旭為了召集成員而四處奔走，但是一直沒能達到成立社團的最少人數，最後期限也逐漸接近。然而接下來陸續與相機精靈瞳、動畫製作大師御廚乃梨的相遇使梁瀨旭所處的環境發生了很大的變化。

## 角色

### 主要角色
梁瀨旭
本作的男主角，高中部二年級學生，動畫攝影同好會（簡稱「動好會」）的會長。
仁美（聲優：上原葵）
寄宿在旭的攝影機裡的精靈，為了報恩而現身，以表妹身份成為旭的學妹參加動好會。
芳永千穗（聲優：井之上花）
旭的青梅竹馬，動好會的成員。
白澤美悠紀（聲優：歩サラ）
旭的同學，映研的副部長。
御廚乃梨（聲優：木ノ下やや）
旭的學妹，動好會的成員。

### 其他角色
梁瀨鶴子（聲優：遠野梵）
旭的母親，丈夫是記錄攝影師目前在國外工作。
芳永千草（聲優：北見六花）
千穗的母親，電視劇有名的女演員。
御廚健一（聲優：小池竹藏）
旭的同學，乃梨的哥哥，學生會的副會長。

## 主題曲
片頭曲〈Focus love〉
作詞：kala；作曲、編曲：井之原智；主唱：真理繪
片尾曲〈Take mirage〉
作詞、主唱：葉月；作曲、編曲：椎名俊介

## 評價
《LOVEREC.》獲得萌系遊戲大賞2015年度月間賞、純愛系作品獎的金獎。

## 外部連結
- PC版官方網站 （页面存档备份，存于）ALcot（日語）
- App版官方網站 （页面存档备份，存于）萌えAPP（日語）
- Fandisc官方網站 （页面存档备份，存于）ALcot（日語）